# Pallamano Junior Fasano
Maillots
Le Pallamano Junior Fasano est un club de handball situé à Fasano en Italie .

## Palmarès
- Championnat d'Italie (3) : 2014, 2016, 2018
- Coupe d'Italie (3) : 2014, 2016, 2017